# Idaea latiferaria
Idaea latiferaria är en fjärilsart som beskrevs av Walker 1861. Idaea latiferaria ingår i släktet Idaea och familjen mätare. Inga underarter finns listade i Catalogue of Life.